# Плају Нукулуј (Бузау)
Плају Нукулуј (рум. Plaiu Nucului) насеље је у Румунији у округу Бузау у општини Лопатари. Oпштина се налази на надморској висини од 836 m.

## Становништво
Према подацима из 2002. године у насељу је живело 604 становника, од којих су сви румунске националности.